# Orithye
Pour les articles homonymes, voir Orithye (homonymie).
Dans la mythologie grecque, Orithye (en grec ancien Ὠρείθυια / Ōreíthyia), fille d'Érechthée (roi d'Athènes) et de Praxithée, est une princesse athénienne.

## Mythe
Elle est enlevée par Borée, le Vent du nord, alors qu'elle dansait sur les bords de l'Ilissós, fleuve qui arrose Athènes. Elle lui donne deux fils, Calaïs et Zétès, surnommés « les Boréades » d'après le nom de leur père, et deux filles, Cléopâtre et Chioné. Les Aurai leur sont également parfois données comme filles et peuvent alors être également qualifiés de Boréades,,.

## Source
- Ovide, Métamorphoses [détail des éditions] [lire en ligne], VI, 703-707.